# Тихоокеанский дивизион (НБА)
Тихоокеанский дивизион (англ. Pacific Division) — один из трёх дивизионов Западной конференции Национальной баскетбольной ассоциации. Текущий состав этого дивизиона сформировался перед началом сезона 2004/05.

## Состав дивизиона

### 1970—1971
- Лос-Анджелес Лейкерс
- Портленд Трэйл Блэйзерс
- Сан-Диего Рокетс
- Сан-Франциско Уорриорз
- Сиэтл Суперсоникс

«Портленд Трэйл Блэйзерс» был основан. Остальные четыре команды перешли из Западного дивизиона.

### 1971—1972
- Голден Стэйт Уорриорз
- Хьюстон Рокетс
- Лос-Анджелес Лейкерс
- Портленд Трэйл Блэйзерс
- Сиэтл Суперсоникс

Сан-Диего переехал в Хьюстон. Сан-Франциско переехал в Окленд и стал называться «Голден Стэйт Уорриорз».

### 1972—1978
- Голден Стэйт Уорриорз
- Лос-Анджелес Лейкерс
- Финикс Санз
- Портленд Трэйл Блэйзерс
- Сиэтл Суперсоникс

Хьюстон перешёл в Центральный дивизион. Феникс перешёл из Среднезападного дивизиона.

### 1978—1984
- Голден Стэйт Уорриорз
- Лос-Анджелес Лейкерс
- Финикс Санз
- Портленд Трэйл Блэйзерс
- Сан-Диего Клиппес
- Сиэтл Суперсоникс

Клуб «Баффало Брэйвз» переехал из Атлантического дивизиона и стал называться Сан-Диего Клипперс.

### 1984—1988
- Голден Стэйт Уорриорз
- Лос-Анджелес Клипперс
- Лос-Анджелес Лейкерс
- Финикс Санз
- Портленд Трэйл Блэйзерс
- Сиэтл Суперсоникс

Сан-Диего переехал в Лос-Анджелес.

### 1988—2004
- Голден Стэйт Уорриорз
- Лос-Анджелес Клипперс
- Лос-Анджелес Лейкерс
- Финикс Санз
- Портленд Трэйл Блэйзерс
- Сакраменто Кингз
- Сиэтл Суперсоникс

Сакраменто перешёл из Среднезападного дивизиона.

### 2004-наст. время
- Голден Стэйт Уорриорз
- Лос-Анджелес Клипперс
- Лос-Анджелес Лейкерс
- Финикс Санз
- Сакраменто Кингз

Портленд и Сиэтл перешли в Северо-Западный дивизион, который был основан делением Среднезападного дивизиона на Северо-Западный и Юго-Западный дивизионы.

## Кубок Чака Купера
Начиная с сезона 2021/2022, чемпион Тихоокеанского дивизиона получает Кубок Чака Купера. Как и другие чемпионские трофеи дивизиона, он назван в честь одного из афроамериканских первопроходцев в истории НБА. Чак Купер стал первым афроамериканцем, которого задрафтовала команда НБА, когда «Бостон Селтикс» выбрали его под первым номером во втором раунде драфта 1950 года. Кубок Купера представляет собой хрустальный шар диаметром 200 миллиметров (7,9 дюйма).

## Победители дивизиона
| ^ | Показали лучший результат в регулярном чемпионате |

| Сезон   | Команда                  | Победы/поражения | Результат в плей-офф               |
| ------- | ------------------------ | ---------------- | ---------------------------------- |
| 1970/71 | Лос-Анджелес Лейкерс     | 48–34 (58,5%)    | Проиграли в финале конференции     |
| 1971/72 | Лос-Анджелес Лейкерс^    | 69–13 (84,1%)    | Выиграли чемпионат НБА             |
| 1972/73 | Лос-Анджелес Лейкерс     | 60–22 (73,2%)    | Проиграли в финале НБА             |
| 1973/74 | Лос-Анджелес Лейкерс     | 47–35 (57,3%)    | Проиграли в полуфинале конференции |
| 1974/75 | Голден Стэйт Уорриорз    | 48–34 (58,5%)    | Выиграли чемпионат НБА             |
| 1975/76 | Голден Стэйт Уорриорз^   | 59–23 (72,0%)    | Проиграли в финале конференции     |
| 1976/77 | Лос-Анджелес Лейкерс^    | 53–29 (64,6%)    | Проиграли в финале конференции     |
| 1977/78 | Портленд Трэйл Блэйзерс^ | 58–24 (70,7%)    | Проиграли в полуфинале конференции |
| 1978/79 | Сиэтл Суперсоникс        | 52–30 (63,4%)    | Выиграли чемпионат НБА             |
| 1979/80 | Лос-Анджелес Лейкерс     | 60–22 (73,2%)    | Выиграли чемпионат НБА             |
| 1980/81 | Финикс Санз              | 57–25 (69,5%)    | Проиграли в полуфинале конференции |
| 1981/82 | Лос-Анджелес Лейкерс     | 57–25 (69,5%)    | Выиграли чемпионат НБА             |
| 1982/83 | Лос-Анджелес Лейкерс     | 58–24 (70,7%)    | Проиграли в финале НБА             |
| 1983/84 | Лос-Анджелес Лейкерс     | 54–28 (65,9%)    | Проиграли в финале НБА             |
| 1984/85 | Лос-Анджелес Лейкерс     | 62–20 (75,6%)    | Выиграли чемпионат НБА             |
| 1985/86 | Лос-Анджелес Лейкерс     | 62–20 (75,6%)    | Проиграли в финале конференции     |
| 1986/87 | Лос-Анджелес Лейкерс^    | 65–17 (79,3%)    | Выиграли чемпионат НБА             |
| 1987/88 | Лос-Анджелес Лейкерс^    | 62–20 (75,6%)    | Выиграли чемпионат НБА             |
| 1988/89 | Лос-Анджелес Лейкерс     | 57–25 (69,5%)    | Проиграли в финале НБА             |
| 1989/90 | Лос-Анджелес Лейкерс^    | 63–19 (76,8%)    | Проиграли в полуфинале конференции |
| 1990/91 | Портленд Трэйл Блэйзерс^ | 63–19 (76,8%)    | Проиграли в финале конференции     |
| 1991/92 | Портленд Трэйл Блэйзерс  | 57–25 (69,5%)    | Проиграли в финале НБА             |
| 1992/93 | Финикс Санз^             | 62–20 (75,6%)    | Проиграли в финале НБА             |
| 1993/94 | Сиэтл Суперсоникс^       | 63–19 (76,8%)    | Проиграли в первом раунде          |
| 1994/95 | Финикс Санз              | 59–23 (72,0%)    | Проиграли в полуфинале конференции |
| 1995/96 | Сиэтл Суперсоникс        | 64–18 (78,0%)    | Проиграли в финале НБА             |
| 1996/97 | Сиэтл Суперсоникс        | 57–25 (69,5%)    | Проиграли в полуфинале конференции |
| 1997/98 | Сиэтл Суперсоникс        | 61–21 (74,4%)    | Проиграли в полуфинале конференции |
| 1998/99 | Портленд Трэйл Блэйзерс  | 35–15 (70,0%)    | Проиграли в финале конференции     |
| 1999/00 | Лос-Анджелес Лейкерс^    | 67–15 (81,7%)    | Выиграли чемпионат НБА             |
| 2000/01 | Лос-Анджелес Лейкерс     | 56–26 (68,3%)    | Выиграли чемпионат НБА             |
| 2001/02 | Сакраменто Кингз^        | 61–21 (74,4%)    | Проиграли в финале конференции     |
| 2002/03 | Сакраменто Кингз         | 59–23 (72,0%)    | Проиграли в полуфинале конференции |
| 2003/04 | Лос-Анджелес Лейкерс     | 56–26 (68,3%)    | Проиграли в финале НБА             |
| 2004/05 | Финикс Санз^             | 62–20 (75,6%)    | Проиграли в финале конференции     |
| 2005/06 | Финикс Санз              | 54–28 (65,9%)    | Проиграли в финале конференции     |
| 2006/07 | Финикс Санз              | 61–21 (74,4%)    | Проиграли в полуфинале конференции |
| 2007/08 | Лос-Анджелес Лейкерс     | 57–25 (69,5%)    | Проиграли в финале НБА             |
| 2008/09 | Лос-Анджелес Лейкерс     | 65–17 (79,3%)    | Выиграли чемпионат НБА             |
| 2009/10 | Лос-Анджелес Лейкерс     | 57–25 (69,5%)    | Выиграли чемпионат НБА             |
| 2010/11 | Лос-Анджелес Лейкерс     | 57–25 (69,5%)    | Проиграли в полуфинале конференции |
| 2011/12 | Лос-Анджелес Лейкерс     | 41–25 (62,1%)    | Проиграли в полуфинале конференции |
| 2012/13 | Лос-Анджелес Клипперс    | 56–26 (68,3%)    | Проиграли в первом раунде          |
| 2013/14 | Лос-Анджелес Клипперс    | 57–25 (69,5%)    | Проиграли в полуфинале конференции |
| 2014/15 | Голден Стэйт Уорриорз^   | 67–15 (81,7%)    | Выиграли чемпионат НБА             |
| 2015/16 | Голден Стэйт Уорриорз^   | 73–9 (89,0%)     | Проиграли в финале НБА             |
| 2016/17 | Голден Стэйт Уорриорз^   | 67–15 (81,7%)    | Выиграли чемпионат НБА             |
| 2017/18 | Голден Стэйт Уорриорз    | 58–24 (70,7%)    | Выиграли чемпионат НБА             |
| 2018/19 | Голден Стэйт Уорриорз    | 57–25 (69,5%)    | Проиграли в финале НБА             |
| 2019/20 | Лос-Анджелес Лейкерс     | 52–19 (73,2%)    | Выиграли чемпионат НБА             |
| 2020/21 | Финикс Санз              | 51–21 (70,8%)    | Проиграли в финале НБА             |
| 2021/22 | Финикс Санз^             | 64–18 (78,0%)    | Проиграли в полуфинале конференции |
| 2022/23 | Сакраменто Кингз         | 48–34 (58,5%)    | Проиграли в первом раунде          |
| 2023/24 | Лос-Анджелес Клипперс    | 51–31 (62,2%)    | Проиграли в первом раунде          |

## Лидеры по количеству побед в дивизионе
| ^ | Обозначает клуб, покинувшую дивизион |

| Клуб                                             | Титулов | Сезон(ы), в которых завоёвывался титул |
| ------------------------------------------------ | ------- | --- |
| Лос-Анджелес Лейкерс                             | 24      | 1970/71, 1971/72, 1972/73, 1973/74, 1976/77, 1979/80, 1981/82, 1982/83, 1983/84, 1984/85, 1985/86, 1986/87, 1987/88, 1988/89, 1989/90, 1999/00, 2000/01, 2003/04, 2007/08, 2008/09, 2009/10, 2010/11, 2011/12, 2019/20 |
| Финикс Санз                                      | 8       | 1980/81, 1992/93, 1994/95, 2004/05, 2005/06, 2006/07, 2020/21, 2021/22 |
| Голден Стэйт Уорриорз                            | 7       | 1974/75, 1975/76, 2014/15, 2015/16, 2016/17, 2017/18, 2018/19 |
| Сиэтл Суперсоникс^ (сейчас Оклахома-Сити Тандер) | 5       | 1978/79, 1993/94, 1995/96, 1996/97, 1997/98 |
| Портленд Трэйл Блэйзерс^                         | 4       | 1977/78, 1990/91, 1991/92, 1998/99 |
| Сакраменто Кингз                                 | 3       | 2001/02, 2002/03, 2022/23 |
| Лос-Анджелес Клипперс                            | 3       | 2012/13, 2013/14, 2023/24 |